# پوکالانی (هاوایی)
پوکالانی (هاوایی) (به انگلیسی: Pukalani, Hawaii) یک منطقه سکونی در ایالات متحده آمریکا است که در شهرستان ماویی، هاوایی واقع شده‌است.

## خصوصیات
پوکالانی ۱۱٫۱ کیلومترمربع مساحت و ۷٬۵۷۴ نفر جمعیت دارد و ۴۶۵ متر بالاتر از سطح دریا واقع شده‌است.